# اعلامیه آفریقا در مورد حقوق و آزادی‌های اینترنت
اعلامیه آفریقایی حقوق و آزادی‌های اینترنت (AfDec) اعلامیه‌ای است که در رسیدن به ارتقای یک محیط اینترنتی که با استانداردهای حقوق بشری تثبیت شده مطابقت داشته و نیازهای توسعه اجتماعی و اقتصادی آفریقا را برآورده می‌کند. این بیانیه در سال ۲۰۱۳ در مجمع حاکمیت اینترنت آفریقای (AfIGF) در نایروبی، کنیا مورد توافق قرار گرفت و در سال ۲۰۱۴ در مجمع جهانی حاکمیت اینترنت در استانبول، ترکیه ابلاغ و منتشر شد. این بیانیه یک چارچوب هنجاری ارائه می‌کند که بر اساس آن توصیه‌هایی برای سیاست‌ها و فرآیندهای قانونی در مورد حقوق، آزادی‌ها و حکمرانی اینترنت در آفریقا ارائه می‌نماید. ساختار آن را می‌توان در سطوح ملی، فرا منطقه‌ای و منطقه‌ای اعمال کرد.

## پس زمینه
این اعلامیه (AfDec) در واکنش به افزایش دسترسی آفریقایی‌ها به اینترنت به شکل گرفت و با توجه به اینکه میلیون‌ها نفر به صورت آنلاین با موضوعاتی مانند مسائل سیاسی، اجتماعی، اقتصادی و حکومتی درگیر هستند، بسیاری از کشورهای آفریقایی در تلاش اند به نوعی اینترنت را کنترل کنند. برای نمونه، در سال ۲۰۲۲، تعداد کاربران اینترنت در آفریقا به ۵۶۵ میلیون نفر رسید که شش برابر تعداد کاربران در سال ۲۰۱۰ است. با این حال، بسیاری از کشورهای آفریقایی مقررات را از کشوری های دیگر کپی کردند که این قوانین و مقرارت خودشان دارای مشکل بودند و اغلب ناقض حقوق بشر بوده و آن را نقض می‌کنند. به عنوان مثال، چین در تلاش است تا فناوری کنترل اینترنت خود را به آفریقا صادر کند، که مبتنی بر یک مدل حاکمیت سایبری استبدادی است و سعی دارد نفوذ خود به عنوان یک «ابر قدرت فضای مجازی» گسترش دهد. در نتیجه، بسیاری از کشورهای آفریقایی که کنترل ضعیفی بر محیط‌ های اینترنتی داشتند توانستند این محیط را با مقرارت زیادی  به یک محیط کنترل شده تبدیل کنند و با عنوان جلوگیری از جرم و جنایت، صداهای انتقادی مانند انتقاد از دولت‌ها را نیز محدود کنند. از این رو، اعلامیه (AfDec) سعی می‌کند اصولی را که برای حمایت از حقوق بشر و مردم در راستای استفاده از اینترنت ایجاد نماید و  یک محیط اینترنتی که بتواند به بهترین شکل نیازها و اهداف توسعه اجتماعی و اقتصادی آفریقا را برآورده کند توسعه دهد. اعلامیه (AfDec)از موضوعات و روندهای مختلف در مقررات و حقوق اینترنت که در یک مقاله پس زمینه توضیح داده شده، پدید آمده است.

## پیش نویس و طراحی
اعلامیه آفریقا حقوق و آزادی‌ های اینترنت را بر پایهٔ اسناد حقوق بشری معتبر آفریقای که شامل موارد اشاره شده مانند ، منشور حقوق بشر و مردم آفریقا (۱۹۸۱)، اطلاعیه ویندهوک دربارهٔ ترویج یک مطبوعات مستقل و چند صدایی در آفریقا (۱۹۹۱)، منشور آفریقایی پخش رادیو و تلویزیون (۲۰۰۱)، اطلاعیه اصول آزادی بیان در آفریقا (۲۰۰۲) و اعلامیه آفریقایی دسترسی به اطلاعات (۲۰۱۱) می‌باشد ایجاد نموده است. طرح آفدک، در نشست حکمرانی اینترنت آفریقا در سال ۲۰۱۳ در نایروبی، کنیا مطرح شد. سپس فرایند تدوین در یک نشست ادامه دار در سال ۲۰۱۴ آغاز شد. گروه تدوین کنندگان به رهبری اِدِتاِن اوجو (مدیر اجرایی دستور کار حقوق رسانه‌ها) محتوا، هدف و متن اعلامیه را توسعه دادند. آن‌ها بازخوردهایی را از مشاوره‌های عمومی آنلاین و از ذینفعان آفریقایی و بین‌المللی دریافت کردند.
در آغاز فرایند تدوین، روشن شد که در گذشته پروژه‌های منطقه‌ای موفقی وجود داشته‌اند که استانداردهای منطقه‌ای برای آزادی اینترنت را تعریف کرده‌اند. این ابتکارات تأثیر شگرفی در شکل‌گیری جنبش‌ها و افزایش آگاهی در بالاترین سطوح سیاسی داشته‌اند. چالش بعدی، جمع‌آوری این ایده‌ها و بهبود این اهداف در یک سند واحد بود که برای این منظور، یک جلسه در فوریه ۲۰۱۴ برنامه‌ریزی شد. این نشست برای آغاز و ساخت یک کمپین مشترک جامعهٔ مدنی و توسعهٔ اغراض و استراتژی‌ها برای طراحی یک اعلامیهٔ آفریقایی حقوق و آزادی‌های اینترنت به کار گرفته شد.
فرایند تدوین با ارزیابی اصولی منشورهای موجود، و همچنین تلاش برای درک اهداف اصلی آن‌ها و تحلیل نقاط قوت و ضعف‌شان آغاز شد، پس از آن شرکت‌کنندگان بر اساس منشأ منطقه‌ای خود به گروه‌هایی تقسیم شدند و اولویت‌های برتر لازم خود را برای یک اعلامیه تعیین کردند. بر اساس اولویت‌های شناسایی شده که مورد اشاره قرار گرفت، شرکت‌کنندگان به گروه‌های مبتنی بر موضوع تقسیم شدند. هر گروه یک موضوع اولویت‌دار را از فهرست‌های توسعه‌یافته انتخاب می کرد و  چالش‌های مرتبط با آن را که در یک اعلامیه مورد توجه قرار می‌گرفت بررسی می کرد که شامل استانداردهای موجود در ارتباط با آن موضوع و اینکه چه خواسته‌هایی باید در هر اعلامیه‌ای در رابطه با آن موضوع گنجانده شود. در نتیجه، فهرستی از موافقان احتمالی که باید برای کسب حمایت و گسترش دامنهٔ اعلامیه به دست می آمد توسعه داده شد. این فهرست شامل شبکه‌های آفریقایی، سازمان‌های بین دولتی، بخش‌های تأمین مالی و دهنده‌ها، به علاوه حامیان بین‌المللی بود.
در پایان جلسه پیش‌نویس در فوریه ۲۰۱۴ با عنوان اعلامیه مورد توافق قرار گرفت و یک برنامه کاری برای ۷ تا ۱۲ ماه بعد طراحی شد. پیش‌نویس نهایی تا بهار در دسترس عموم قرار گرفت و  آفدک بازبینی شده در سپتامبر ۲۰۱۴ صورت گرفت. هدف این بود که این اعلامیه به ویژه «در موسسات مختلف درگیر در زمینه‌های حاکمیت اینترنت از جمله اتحادیه آفریقا و یونسکو» ترویج داده شود.

## محتوا
اعلامیه آفریقا در خصوص حقوق بشر در اینترنت، ۱۳ اصل کلیدی را اعلام می‌کند. این اعلامیه برای همه دولت‌ها، نهادهای منطقه‌ای و زیر منطقه‌ای، دولت‌های ملی، سازمان‌های جامعه مدنی، نهادهای رسانه‌ای و شرکت‌های اینترنتی مربوط کاربرد دارد. این ماده می‌گوید دولت‌های ملی باید اقداماتی را برای احترام، به حفاظت و تضمین حقوق مندرج در این اعلامیه انجام دهند. این راهکارها شامل فراهم آوردن چارچوب‌های قانونی و مؤثر بر ضد موارد نقض حقوق بشر می باشد، و همچنین باید تضمین کنه که نظارت کردن شفاف و مشخص و مستقل بر اینترنت باشد. در عمل، این اعلامیه اعلام می‌کند که کشورها باید اقداماتی را در راستای بررسی اینترنت و حقوق شهروندی پیگیری نمایند که می‌توانند بهترین اقدامات را از سایر کشورهای آفریقایی اتخاذ کنند.

### اصول اساسی
اصول کلیدی عبارتند از:
1. زیر ساخت در اینترنت که امکان توزیع ایده‌ها و گفتمان عمومی را بدون تبعیض فراهم می‌کندو نباید دچار محدودیت دسترسی به اینترنت یا کاهش سرعت مجاز اینترنت شود
2. دسترسی به اینترنت برای همه مردم در آفریقا بدون تبعیض بر اساس «نژاد، رنگ، جنس، زبان، مذهب، عقاید سیاسی یا دیگر، منشأ ملی یا اجتماعی، دارایی، تولد یا وضعیت دیگر[۲]» فراهم باشد.
3. آزادی بیان، باید هر گونه محدودیت را که توسط قانون بین‌المللی حقوق بشر ارائه می شود (یعنی شامل حقوق یا حیثیت دیگران، حفاظت از امنیت ملی، یا نظم عمومی، سلامت عمومی یا اخلاق) مشخص نماید.[۲] با توجه به اصل مانیل مسئولیت هر نوشته با خود نویسنده می باشد و  تنها خود نویسنده می‌تواند در قبال محتوا نوشته شده  مسئولیت داشته باشد و نه منبعی که بر روی آن منتشر شده‌است.
4. حق دسترسی به اطلاعات، اطلاعاتی که از عموم به‌دست می‌آید باید مطابق با حداقل استانداردها در دسترس مردم قرار گیرد.
5. آزادی استفاده از اینترنت برای اجتماعات و انجمن‌ها،  باید هر گونه محدودیت را که توسط قانون بین‌المللی حقوق بشر ارائه می شود (یعنی شامل حقوق یا حیثیت دیگران، حفاظت از امنیت ملی، یا نظم عمومی، سلامت عمومی یا اخلاق) مشخص نماید[۲]
6. اجازه حق انتخاب آزادانه هر زبانی هنگام به اشتراک گذاشتن اطلاعات دربستر اینترنت مهیا باشد.
7. هر فرد حق استفاده از اینترنت را برای فرصتی پایدار دارد.
8. حق حریم خصوصی و حفاظت از داده‌ها، به ویژه حق ناشناس ماندن باید رعایت شود و به گونه ایی باشدکه محدودیت  توسط قانون بین‌المللی حقوق بشر ارائه شود (یعنی شامل حقوق یا حیثیت دیگران، حفاظت از امنیت ملی، یا نظم عمومی، سلامت عمومی یا اخلاق) باشد.[۲]
9. هدف اینترنت این است که قابل اعتماد و پایدار و مبتنی بر همکاری ذی‌نفعان آن باشدو هرگونه تجسس غیرقانونی در مورد آن جایز نیست.
10. محکوم کردن تبعیض و نقض حقوق بشر، دولت‌ها باید محیطی امن برای آزادی بیان فراهم کنند، این شامل محیط پیرامون اینترنت و قوانین برای حفاظت از کسانی است که در گفتمان‌های عمومی کار می‌کنند مانند روزنامه نگاران و زنان و مدافعان حقوق بشر.
11. حق بهره‌مندی از فرایند عادلانه برای هر شخصی که ادعای قانونی در مورد کاربرد اینترنت دارد. در این خصوص دولت‌ها نباید اقدام به دست‌گیری افراد بدون دلیل نماییند.
12. حق همه برای مشارکت در حاکمیت باز اینترنت است. این اعلامیه نمی‌تواند برای توجیه جلوگیری از برابری استفاده شود.
13. شناخت نابرابری‌های جنسیتی موجود در دانش و دسترسی به اینترنت باید حذف گردد، این شناخت مقدمه ای است که بتوان با آنها مقابله کرد و به دسترسی برابر رسید.

## واکنش‌ها و حامیان
از زمان تأسیس اعلامیه حقوق و آزادی‌های اینترنتی، این گروه در رسانه‌های اجتماعی تحت عنوان حساب کاربری توئیتر @AfricaNetRights فعالیت داشته‌است، و مطالب منتشر شده شان را از به روز رسانی کرده‌اند و همچنین وب سایت‌ها و پروژه‌های سازمان‌ها و پروژه‌های مشابه در زمینه آزادی اینترنت در آفریقا ترویج پیدا کرده‌اند. از اواسط ژوئن ۲۰۲۲، اعلامیه توسط ۴۵ کشور آفریقایی، ۹ کشور غیر آفریقایی، ۱۵۱ سازمان و ۱۸۶ نفر (در مجموع ۳۶۹ حامی) تأیید شده‌است.

### لیست اعضای ائتلاف
- مرکز آفریقا برای حکومت باز
- مرکز آزادی اطلاعات آفریقا
- شبکه اطلاع‌رسانی سرزمین‌های خشک (شرق آفریقا)
- ماده ۱۹ آفریقای شرقی
- ماده ۱۹ سنگال و آفریقای جنوبی
- انجمن کاربران ICT
- انجمن ارتباطات پیشرو
- مرکز توانمندسازی و رهبری جوانان
- مرکز حقوق بشر دانشگاه پرتوریا
- مرکز امور چند جانبه
- سیپسکا
- سیویکوس
- شرکای جهانی دیجیتال
- صداهای جهانی
- هاکی ماندلئو
- مؤسسه پاسخگویی اجتماعی
- شورای ایرلند برای آزادی‌های مدنی
- فصل جامعه اینترنتی غنا
- مؤسسه تحقیقات سیاست عمومی
- بنیاد رسانه برای غرب آفریقا (MFWA)
- نظارت بر رسانه آفریقا
- دستور کار حقوق رسانه‌ها
- مؤسسه رسانه جنوب آفریقا مالاوی
- مؤسسه رسانه ای آفریقای جنوبی زامبیا
- مؤسسه رسانه جنوب آفریقا زیمبابوه
- موتون
- اعتماد رسانه ای نامیبیا
- ابتکار پارادایم
- پروتئج کیو وی[۹]
- SOS پشتیبانی از پخش عمومی
- رودی بین‌المللی
- کمیسیون حقوق بشر آفریقای جنوبی
- انجمن ملی ویراستاران آفریقای جنوبی
- شاهد
- بنیاد وب جهانی
- شبکه زنان اوگاندا
- YMCA گامبیا[۱۰]